# Wilczyce (powieść)
Wilczyce: Powieść z czasów wojen wandejskich (fr. Les louves de Machecoul) – powieść przygodowa Aleksandra Dumasa (ojca). Akcja powieści osnuta jest wokół wydarzeń związanych z powstaniem rojalistycznym, które w 1832 roku wywołała księżna de Berry.